# 714 Dywizja Piechoty (III Rzesza)
714 Dywizja Piechoty (niem. 714. Infanterie-Division) – niemiecka dywizja z czasów II wojny światowej, w 1943 przemianowana na 114 Dywizję Strzelców.

## Historia
Sformowana w Pradze na mocy rozkazu z 1 maja 1941, w 15. fali mobilizacyjnej w I Okręgu Wojskowym. Od czerwca 1941 dywizja na terenie Jugosławii pełniła rolę wojsk okupacyjnych, walcząc m.in. z partyzantami. 1 kwietnia 1943 została przemianowana na 114 Dywizję Strzelców. Przekształcenie 714 DP w 114 Dywizję Strzelców nie polegało jedynie na zmianie nazwy, lecz także na doposażeniu dywizji i uczynienie jej bardziej manewrową. 

## Dowódcy dywizji
- gen. por. Friedrich Stahl XI 1941 – 1 I 1943;
- gen. mjr Josef Reichert 1 I 1943 – 20 II 1943;
- gen. por. Karl Eglseer 20 II 1943 – 1 IV 1943

## Struktura organizacyjna
- 721. i 741. pułk piechoty, 654. oddział artylerii, 714. kompania pionierów, 714. oddział łączności.